# Diecezja San Marcos de Arica
Diecezja San Marcos de Arica (łac. Dioecesis Aricensis) – diecezja Kościoła rzymskokatolickiego w Chile. Należy do metropolii Antofagasta. Została erygowana 29 sierpnia 1986 roku jako diecezja Arica na miejsce istniejącej od 1959 roku prałatury terytorialnej. W 2011 roku zmieniono nazwę diecezji na San Marcos de Arica.

## Ordynariusze
- Ramón Salas Valdés SJ (1963 – 1993)
- Renato Hasche Sánchez SJ (1993 – 2003)
- Héctor Eduardo Vargas Bastidas SDB (2003 - 2013)
- Moisés Atisha (od 2014)